# Ryōichi Sekiya
Ryōichi Sekiya (關家 良一, Sekiya Ryōichi), né le 12 février 1967, est un coureur d'ultramarathon japonais, quatre fois champion du monde des 24 heures IAU en 2004, 2006, 2007 et 2008.

## Biographie
Ryōichi Sekiya devient champion du monde des 24 heures IAU en 2004, 2006, 2007 et 2008,. Il remporte également le Spartathlon en 2002 et 2009.

## Records personnels
Statistiques de Ryōichi Sekiya d'après la Deutsche Ultramarathon-Vereinigung (DUV) :
- 50 km piste : 4 h 7 min 22 s aux 24 h Ultramarathon de Soochow en 2011 (50 km split)
- 100 km piste : 8 h 18 min 10 s aux 24 h Ultramarathon de Soochow en 2009 (100 km split)
- 6 heures piste : 72,400 km aux 24 h Ultramarathon de Soochow en 2009 (6 h split)
- 12 heures en salle : 146,296 km aux 12 h Citymarket ultrarun de Lohja en 2007
- 24 heures piste : 275,684 km aux 24 h Ultramarathon de Soochow en 2007
- 48 heures piste : 407,966 km aux 48 h pédestres de Surgères en 2010
- 6 jours route : 174,650 km aux 6 j de France en 2015